# 香港道爾頓學校
香港道爾頓學校（英語：Dalton School Hong Kong；DSHK）是一所位於香港的非營利私立小學及中學。該校以道爾頓計劃為中心，提供普通話和英語的中英雙語教育。

## 歷史
香港道爾頓學校於2017年8月在九龍海輝道成立，由道爾頓基金會成立提供資金、監督和策略指導。道爾頓基金的創始機構有中國光大控股慈善基金、新鴻基慈善基金、中信資本慈善基金及惠理集團。
2023年9月，道爾頓基金會與天主教道明會共同宣布，香港道爾頓學校在2024/25學年接管玫瑰崗學校的幼稚園及小學部分。在兩間學校整合之後，香港道爾頓學校連同道爾頓親子班和道爾頓幼稚園進駐位於香港半山司徒拔道41B的校園中，提供結合本地與國際教育的雙軌課程。學校將拓展為一所涵蓋從親子班到12年級的「一條龍」教育機構。
此本地課程為道爾頓進駐玫瑰崗校舍後增設，師生及課程均來自原本玫瑰崗小學，唯取消了宗教科及增設了生命教育科，由道明會的兄弟負責。另外，由三測三考改為一測兩考。道爾頓聘請了其本地課程顧問葉淑婷女士於2024-25 學年開始擔任首屆校長，副校長側由玫瑰崗小學前副校長謝佩雯女士繼續擔任。2025年6月道爾頓發信予家長，公佈兩位本地課程校長離職的消息，並改由前玫瑰崗學校兼任副校監及玫瑰崗小學最後一屆校長葉介君先生擔任課程顧問。同年8月開學前一星期，道爾頓再次發信予家長，指由於收生不足，於2025-26 學年後將會取消本地課程，只為升讀小五的學生提供2026-27 學年之小六課程。

## 招生
香港道爾頓學校屬下的小一學位並不在教育局小一入學統籌辦法之內，學生需直接向學校申請入學。該校接受任何國藉，宗教和種族背景的學生。另外，學校亦為有特殊教育需要的學生提供支援。

## 教學模式
香港道爾頓學校採用道爾頓教育計劃的教學模式，著重個人化學習。國際課程提供英語和普通話的雙語教育，並遵循美國標準課程（US Common Core）。 在中文教學方面，香港道爾頓學校與清華大學附屬小學合作，並使用該校的課程和教材。本地課程（稱為「Glocal」，結合本地和全球元素）強調四語三文，即廣東話、普通話、英語和西班牙語。以及全人發展和以兒童為中心的主旨。兩個課程都採用專題研習學習，旨在培養學生成為具備21世紀批判性思維的人才。

## 校舍
位於司徒拔道的新校園設有親子班miniDalton、幼稚園Little Dalton，以及小學和中學的香港道爾頓學校，提供全面的設施以支持一條龍教育模式。無論是國際課程還是本地課程的師生，皆可使用校園設施進行與課程相關及跨課程合作的活動。

## 學生
香港道爾頓學校以英語和普通話教授學生，實行小班教學，每班人數從18到20人不等，師生比例為8:1。
學生群體包括20個以上的不同國籍，其中40%為非本地學生。

## 管理團隊
道爾頓基金會的董事會成員包括：
- 蕭逸先生[10]
- 張懿宸先生[11]
- Wayne Robert Porritt先生[12]
- 劉鵬先生
- 杜巧賢女士[13]
- 湯碧君女士
- 曾俊華先生[14]
- 丘凱怡女士[15]
- 楊弼棋女士
- 翟普博士[16]
- Helen Wright博士[17]